# Спытко из Мельштына
Спытко II из Мельштына герба Лелива (ум. 12 августа 1399 года, берег Ворсклы) — польский шляхтич, маршалок надворный коронный (1373—1384), воевода краковский (1384—1399), каштелян краковский (1390—1399) и наместник подольский на «полном княжеском праве». Происходил из рода Мельштынских, родственников Тарновских. Погиб в битве на Ворскле.

## Биография
Родился в середине XIV века. Был сыном Яна Мельштынского и Софии из Ксёнжа, внуком Спицимира Мельштынского-Тарновского, основателя родов Мельштынских и Тарновских, первого носителя герба «Лелива». Спытко Второй имел двоюродных братьев: Яна и Спытко Первого (Спытко I) Тарновских.
С 1373 года был надворным маршалком Польши. В 1384 году вместе с двоюродными братьями в качестве представителя Польши участвовал в подписании договора о Кревской унии. Как воевода Краковский был одним из главных организаторов свадьбы польской королевы Ядвиги и великого князя литовского Ягайло. В 1389 году стал краковским кастеляном. В 1390-х годах участвовал в борьбе Ягайло с князем Владиславом Опольским, которая завершилась в 1396 году поражением последнего. После изгнания Владислава из Силезии, Спытко получил тут ряд территорий, в том числе Люблинец, Олесно и Гожув-Слёнски.
В 1395 году управление Подольским княжеством, отнятым годом ранее Витовтом у Кориатовичей было поручено Спытко из Мельштына. Он являлся наместником короля Польши «на полном княжеском праве» (фактически, был подольским князем). В документах, свидетельствующих об этом впервые встречается собственно топоним «Подолье» относительно княжества (до этого встречались названия «Понизье» и «Надднестрянщина»). Современные летописцы отмечают начавшийся в это время постепенный разрыв в отношениях между Спытко и польской короной. Как пишут исследователи Подольской земли, Спытко рассорился и с королевой Ядвигой и с королём Ягайло, который остерегался неприятных последствий от действий нового владетеля Подолья. Спытко перестает участвовать в польских делах и практически не появляется в Кракове, сосредотачивается на деятельности в Подолье и заключает союз с господарем Молдавии Стефаном Мушатом.
12 августа 1399 года в битве польско-литовских войск с ордынцами на реке Ворскле Спытко из Мельштына погиб.

## Семья
Спытко был женат на женщине по имени Эльжбета, которая являлась придворной дамой королевы Ядвиги. Эльжбета была венгерского происхождения из рода Лачковичей или Лакфи (венг. Lackfi) и была дочерью Эмерика (Имре) Лакфи, воеводы Трансильвании, бана Болгарии и Хорватии. В этом браке родились:
- Дорота
- Ядвига (ок. 1388 — 23 октября 1424), замужем за Бернардом Немодлинским, князем Немодлинским и Опольским, племянником Владислава Опольчика
- Катерина (ум. в 1466/1467), замужем за Янушем Младшим, княжичем мазовецким, сыном Януша Старшего из мазовецких Пястов
- Ян из Мельштына (†1429, Буда) — умер при королевском дворе
- Спытко III (1398—6 мая 1439), кастелян Бечский, участник гуситского движения

Между 1406 и 1408 годами Эльжбета Лакфи (ум. 1424), вдова Спытка из Мельштына, вторично вышла замуж за силезского князя Яна Зембицкого (1410—1428)